# Zalesie Kętrzyńskie
Zalesie Kętrzyńskie (Duits: Hinzenhof) is een dorp in de Poolse woiwodschap Ermland-Mazurië. De plaats maakt deel uit van de gemeente Kętrzyn.